# Himegoto
Himegoto (ひめゴト? lett. "Segreto"), noto anche come Secret Princess (lett. "Principessa segreta"), è un manga scritto e disegnato da Norio Tsukudani. È stato serializzato inizialmente sulla rivista Waii! di Ichijinsha, ma in seguito è proseguito su tre periodici differenti della stessa casa editrice: Waai! Mahalo, Comic Rex e Febri. Includendo tutte le fasi di pubblicazione, Himegoto è stato serializzato su quattro riviste differenti tra novembre 2011 e giugno 2015 e i capitoli della serie sono stati raccolti in sei volumi tankōbon.
Lo studio Asahi Production ha prodotto un adattamento anime di 13 episodi, diretto da Yūji Yanase e trasmesso in Giappone tra luglio e settembre 2014.

## Trama
La storia è incentrata su Hime Arikawa, uno studente liceale con un considerevole debito nei confronti delle ragazze del consiglio studentesco del proprio istituto. In cambio, accetta di unirsi al consiglio e di trascorrere il resto della sua vita scolastica nei panni di una ragazza.